# Vila Andrade
Vila Andrade es un distrito ubicado en la zona sur de la ciudad de São Paulo, Brasil. Administrativamente pertenece a la subprefectura de Capela do Socorro. 
Es una de las regiones con mayor disparidad socioeconómica del municipio, donde conviven familias de altos ingresos y familias de bajos ingresos. En el distrito está ubicado el barrio de clase alta de Panamby así como también la favela Paraisópolis, la segunda más grande de la ciudad. En el 2017, el distrito fue señalado como aquel con mayor población en favelas, entre todos los 96 distritos de la ciudad.

## Historia
Los orígenes de este distrito se encuentran en la antigua Hacienda Morumbi y en las tierras de la familia Pignatari. A principios de la década de 1920, hubo un intento de subdivisión de la región, que resultó en la ocupación de partes de estas tierras por acaparadores de tierras y ocupantes ilegales, movimiento que dio origen a la favela Paraisópolis, la segunda más grande de la capital de São Paulo.

## Distritos limítrofes
- Vila Sônia y Morumbi (norte)
- Santo Amaro (este)
- Jardim São Luís (sur)
- Campo Limpo (oeste)

## n Enlaces externos
- Esta obra contiene una traducción parcial derivada de «Vila Andrade» de Wikipedia en portugués, concretamente de esta versión, publicada por sus editores bajo la Licencia de documentación libre de GNU y la Licencia Creative Commons Atribución-CompartirIgual 4.0 Internacional.

- Datos: Q10390600
- Multimedia: Vila Andrade / Q10390600